# Национално знаме на Афганистан
Националното знаме на Афганистан е национален символ на страната. Представлява бяло платно в съотношение 1:2 с калиграфско изписване на шахада. Де факто знамето е прието на 15 август 2021 г. след падането на Кабул и поемането на контрола над Афганистан от страна на талибаните. През 1997 – 2001 г., това знаме се използва като държавно знаме.

## Знаме през годините
- Емирство Афганистан (1919 – 1921)
- Кралство Афганистан (1928)
- Кралство Афганистан (1928 – 1929)
- Кралство Афганистан (1929)
- Кралство Афганистан (1929 – 1931)
- Кралство Афганистан (1931 – 1973)
- Република Афганистан (1973 – 1974)
- Демократична република Афганистан (1978)
- Демократична република Афганистан (1978 – 1980)
- Демократична република Афганистан (1980 – 1987)
- Ислямска държава Афганистан (1992)
- Ислямска държава Афганистан (1992 – 2001)
- Временно управление на Афганистан (2001 – 2002)
- Временно управление на Афганистан (2002 – 2004)
- Ислямска република Афганистан (2004 – 2021)